# Bergnimf
De bergnimf (Oreonympha nobilis) is een vogel uit de familie Trochilidae (kolibries).

## Verspreiding en leefgebied
Deze soort is endemisch in centraal Peru en telt twee ondersoorten:
- O. n. albolimbata: het westelijke deel van Centraal-Peru.
- O. n. nobilis: het zuidelijke deel van Centraal-Peru.

## Mythologie
In de Griekse mythologie waren er nimfen die de bergen beschermden. Zij werden bergnimfen genoemd. Een ervan was Echo. Een andere naam voor die mythologische nimfen was 'oreaden'.